# ۱۰۵۶ (خورشیدی)
۱۰۵۶ هزار و پنجاه و ششمین سال هجری خورشیدی است.